# Gesundaberget
Gesundaberget ligger intill Gesunda by i Solleröns socken. Eftersom det ligger nära Siljan som ger fri sikt, erbjuder berget storslagen utsikt, vilken belönats med fyra stjärnor i Guide Michelins Green Guide, i alla riktningar. Dess höjd är 514 meter över havet, 353 meter över Siljans medelvattennivå. 
Gesundaberget är sedan länge ett omtyckt turistmål och alpin anläggning sommar som vinter. Berget kan bestigas till fots från bilparkeringen som ligger på 303 meters höjd. Många motionärer vistas gärna på Gesundaberget då terrängen är väl lämpad för träning och motion. Det går även att ta sig upp med stolliften.  
Det första caféet på bergstoppen byggdes i början av 1920-talet och består nu i form av en toppstuga. 1958 byggdes den första linbanan från bilparkeringen till toppen, av typ stollift, och den nuvarande toppstugan. Skidbackar och skidspår anlades av Sollerö IF. Linbanan ersattes senare av en ny i samma sträckning, med tvåsitsiga stolar. Dess längd är 800 meter och åktid 8 minuter. Andra liftar för skidåkare har också byggts. Nedanför backarna finns bilparkering, en skilodge, sportshop, stugor och ett värdshus. I angränsning till skidanläggningen ligger upplevelseparken Tomteland.
Liftarna och toppstugan är öppna både på vintern för skid/snowboardåkare och på sommaren för vandring och utförsåkning på cykel (mountainbike). Gesundaberget är även en plats skärmflygare gärna samlas på för att flyga. Anläggningen/berget erbjuder alpin skidåkning och downhillcykling av hög klass och variationen på pister och cykelspår är många på grund av den varierande lutningen och terrängen. 

## Bilder, utsikt

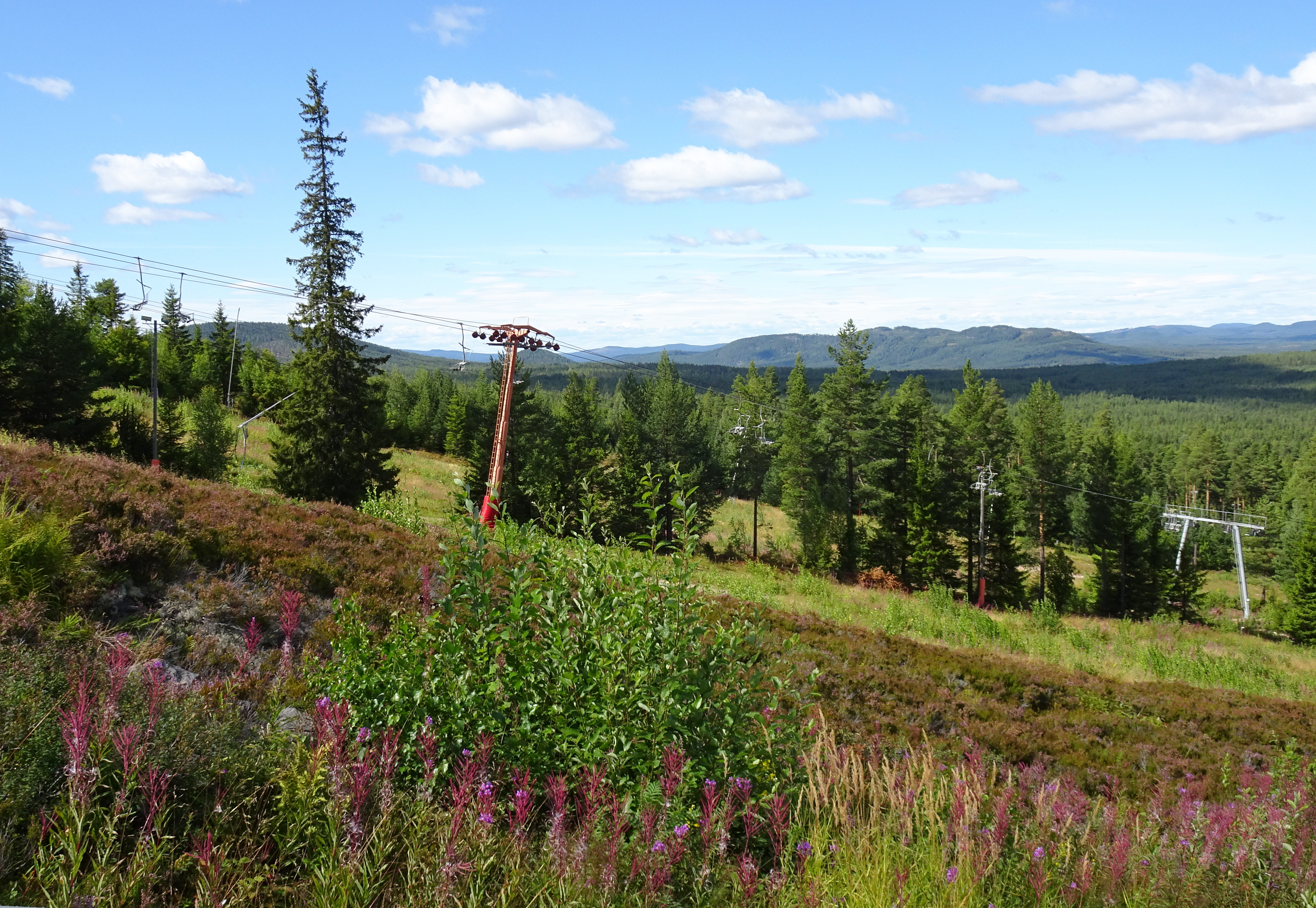
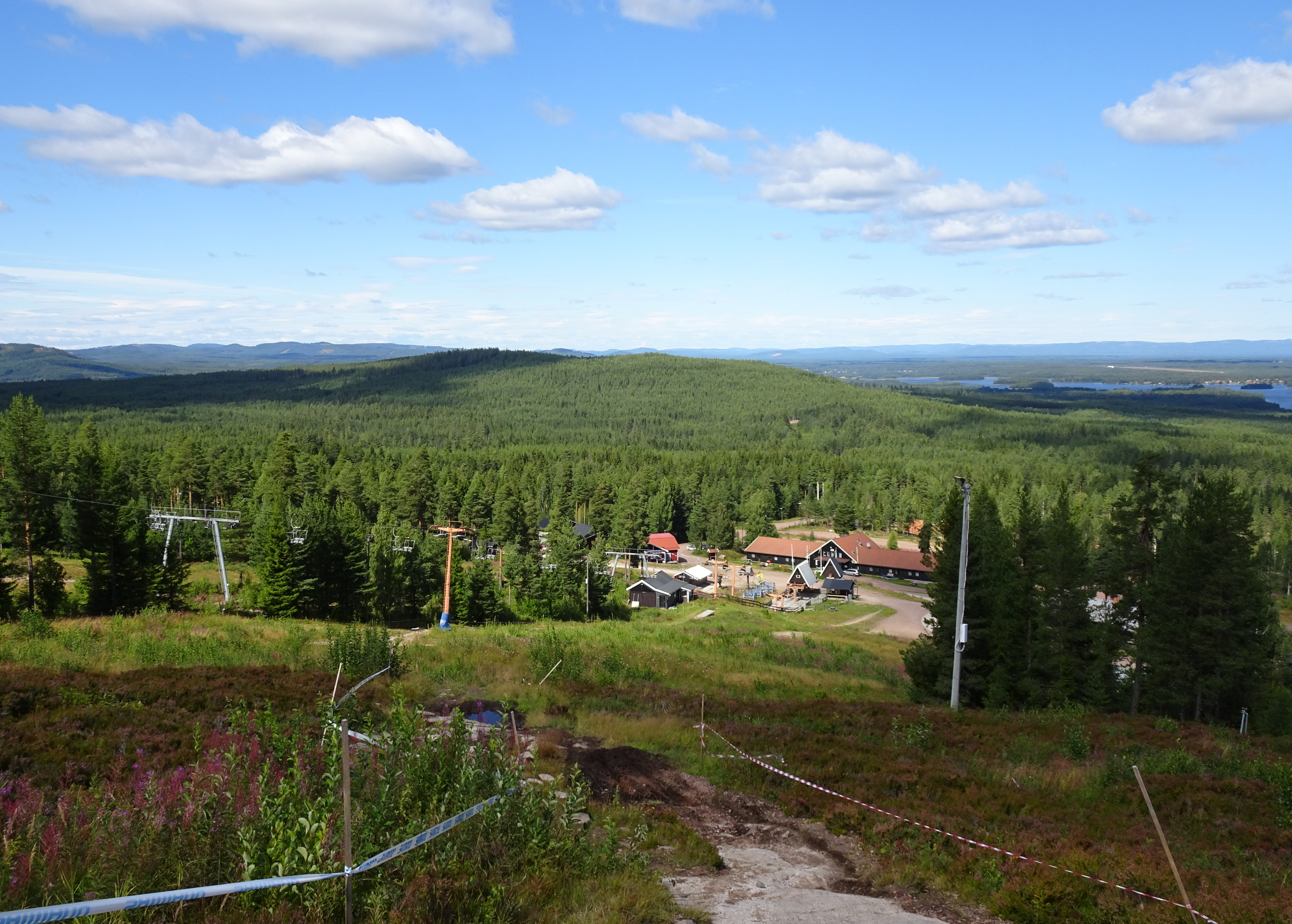
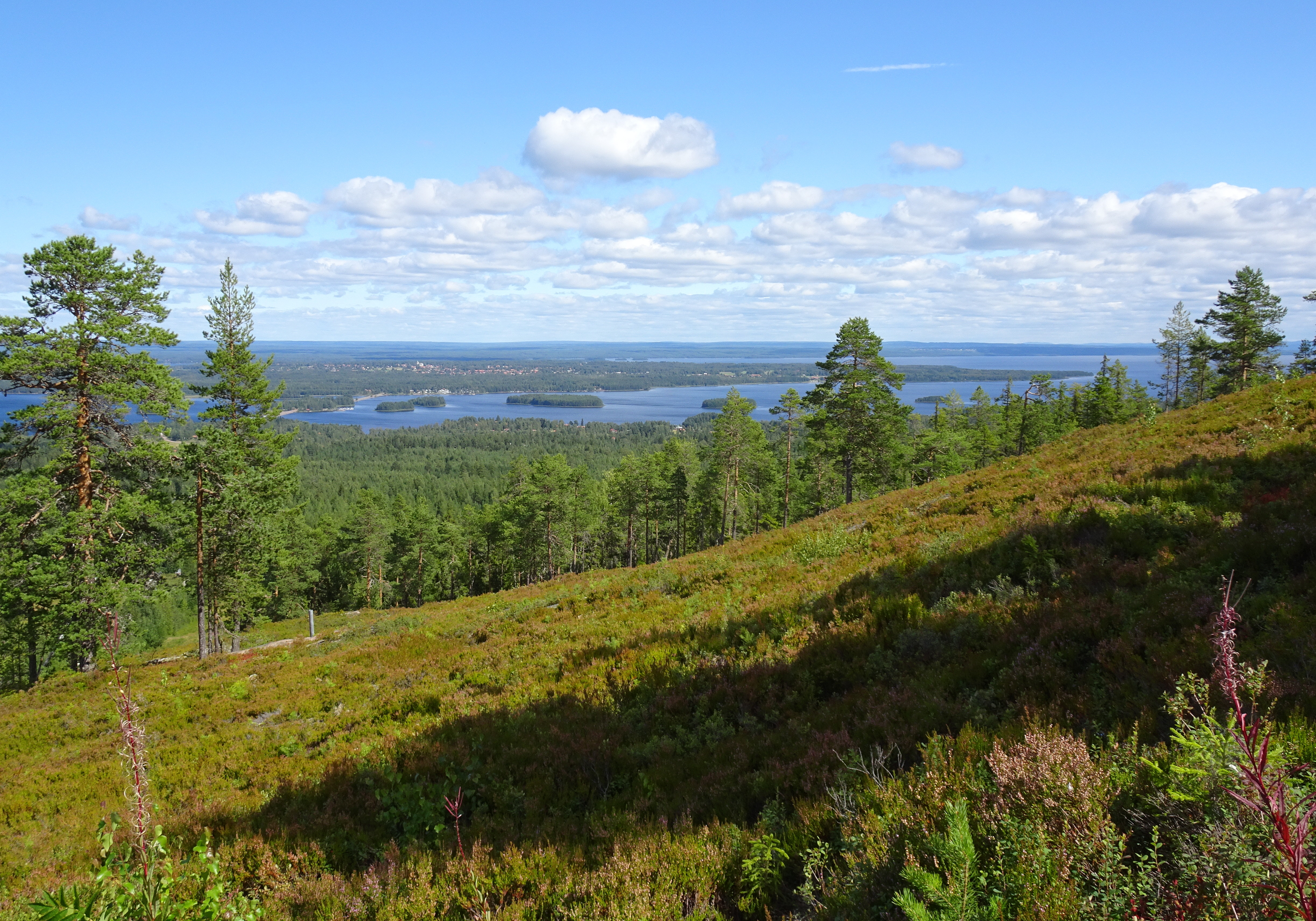